# ATP Challenger Series 2002
In der folgenden Tabelle werden die Turniere der professionellen Herrentennis-Saison 2002 der ATP Challenger Series dargestellt. Sie bestand aus 122 Turnieren mit einem Preisgeld von 25.000 bis 150.000 US-Dollar. Es war die 25. Ausgabe des Challenger-Turnierzyklus.

## Turnierplan

### Januar
| Datum1      | Ort       | Turnier                                 | Preisgeld | Belag2        | Sieger Einzel     | Sieger Doppel                        |
| ----------- | --------- | --------------------------------------- | --------- | ------------- | ----------------- | ------------------------------------ |
| 31.12. 2001 | São Paulo | Aberto de São Paulo                     | $ 025.000 | Hartplatz     | Frédéric Niemeyer | Brandon Coupe Frédéric Niemeyer      |
| 21.01.      | Heilbronn | Heilbronn Open                          | $ 100.000 | Teppich (i)   | Alexander Popp    | Aleksandar Kitinov Johan Landsberg   |
| 21.01.      | Waikoloa  | Hilton Waikoloa Village USTA Challenger | $ 050.000 | Hartplatz     | James Blake       | Gabriel Trifu Glenn Weiner           |
| 28.01.      | Brest     | Internationaux de Tennis de Brest       | $ 100.000 | Hartplatz (i) | Irakli Labadse    | Ben Ellwood Stephen Huss             |
| 28.01.      | Dallas    | Challenger of Dallas                    | $ 050.000 | Hartplatz (i) | Jeff Morrison     | Giorgio Galimberti Frédéric Niemeyer |
| 28.01.      | Lübeck    | Warsteiner Challenger Lübeck            | $ 025.000 | Teppich (i)   | Raemon Sluiter    | Grégory Carraz Nicolas Mahut         |

### Februar
| Datum1 | Ort                 | Turnier                                | Preisgeld | Belag2        | Sieger Einzel      | Sieger Doppel                     |
| ------ | ------------------- | -------------------------------------- | --------- | ------------- | ------------------ | --------------------------------- |
| 04.02. | Breslau             | KGHM Polish Indoors                    | $ 150.000 | Hartplatz (i) | Davide Sanguinetti | Ben Ellwood Stephen Huss          |
| 04.02. | Joplin              | Freeman Men’s Challenger               | $ 050.000 | Hartplatz (i) | Jack Brasington    | Justin Gimelstob Scott Humphries  |
| 04.02. | Belgrad             | Gemax Open                             | $ 025.000 | Teppich (i)   | Mario Ančić        | Dušan Vemić Lovro Zovko           |
| 04.02. | Wolfsburg           | Volkswagen Challenger                  | $ 025.000 | Teppich (i)   | Jakub Herm-Záhlava | Jan Hernych Shaun Rudman          |
| 18.02. | Andrézieux-Bouthéon | Challenger 42                          | $ 075.000 | Hartplatz (i) | Julian Knowle      | Julian Knowle Jürgen Melzer       |
| 18.02. | Hull                | Hull Challenger                        | $ 025.000 | Teppich (i)   | Denis Golowanow    | Gilles Elseneer Frédéric Niemeyer |
| 25.02. | Ho-Chi-Minh-Stadt   | Heineken Challenger                    | $ 050.000 | Hartplatz     | Takao Suzuki       | Amir Hadad Alexander Peya         |
| 25.02. | Cherbourg           | Challenger Ford de Cherbourg-Octeville | $ 037.500 | Hartplatz (i) | Lionel Roux        | Noam Behr Jonathan Erlich         |
| 25.02. | Hamburg             | Warsteiner Challenger                  | $ 025.000 | Teppich (i)   | Raemon Sluiter     | Mark Merklein Paul Rosner         |

### März
| Datum1 | Ort               | Turnier                                                  | Preisgeld | Belag2      | Sieger Einzel  | Sieger Doppel                       |
| ------ | ----------------- | -------------------------------------------------------- | --------- | ----------- | -------------- | ----------------------------------- |
| 04.03. | Kyōto             | Shimadzu All Japan Indoor Tennis Championships           | $ 025.000 | Teppich (i) | Takao Suzuki   | Tuomas Ketola Alexander Waske       |
| 04.03. | Magdeburg         | Residenza Open Magdeburg                                 | $ 025.000 | Teppich (i) | Dick Norman    | Franz Stauder Orest Tereschtschuk   |
| 11.03. | North Miami Beach | USTA Challenger of North Miami Beach                     | $ 050.000 | Hartplatz   | Vincent Spadea | Eric Nunez Graydon Oliver           |
| 11.03. | Gosford           | Gosford Australian Unity                                 | $ 025.000 | Hartplatz   | Louis Vosloo   | Yves Allegro Justin Bower           |
| 11.03. | Osaka             | Nova Challenger Osaka                                    | $ 025.000 | Hartplatz   | Takao Suzuki   | Karol Beck Cédric Kauffmann         |
| 11.03. | Salinas           | Abierto Internacional de Salinas                         | $ 025.000 | Hartplatz   | Iván Miranda   | Brandon Coupe Jeff Salzenstein      |
| 18.03. | Hamilton          | Hamilton Challenger                                      | $ 025.000 | Hartplatz   | Brian Vahaly   | Jaymon Crabb Peter Luczak           |
| 18.03. | Olbia             | Geovillage Open                                          | $ 025.000 | Sand        | Didac Pérez    | Filippo Messori Vincenzo Santopadre |
| 25.03. | San Luis Potosí   | San Luis Potosí Challenger                               | $ 050.000 | Sand        | Dick Norman    | Dick Norman Orlin Stanoitschew      |
| 25.03. | Barletta          | Torneo Internazionale di Tennis Città della Disfida Open | $ 025.000 | Sand        | Sergi Bruguera | Massimo Bertolini Cristian Brandi   |

### April
| Datum1 | Ort       | Turnier                      | Preisgeld | Belag2    | Sieger Einzel            | Sieger Doppel                        |
| ------ | --------- | ---------------------------- | --------- | --------- | ------------------------ | ------------------------------------ |
| 01.04. | Tunis     | TCT Open                     | $ 075.000 | Sand      | Raemon Sluiter           | Álex López Morón Andrés Schneiter    |
| 01.04. | Tarzana   | FSE Challenger               | $ 050.000 | Hartplatz | Eric Taino               | George Bastl Neville Godwin          |
| 01.04. | León      | León Challenger              | $ 025.000 | Hartplatz | Alexander Waske          | Noam Behr Ota Fukárek                |
| 08.04. | Calabasas | USTA Challenger of Calabasas | $ 050.000 | Hartplatz | Michael Chang            | Paul Rosner Glenn Weiner             |
| 08.04. | Sanremo   | Sanremo Tennis Cup           | $ 025.000 | Sand      | Oliver Gross             | Daniele Bracciali Giorgio Galimberti |
| 15.04. | Bermuda   | XL Bermuda Open              | $ 100.000 | Sand      | Flávio Saretta           | George Bastl Neville Godwin          |
| 22.04. | Neapel    | Tennis Napoli Cup            | $ 025.000 | Sand      | David Ferrer             | Gabriel Trifu Uladsimir Waltschkou   |
| 29.04. | Rom       | Garden Open                  | $ 025.000 | Sand      | Martín Vassallo Argüello | Gabriel Trifu Uladsimir Waltschkou   |

### Mai
| Datum1 | Ort         | Turnier                       | Preisgeld | Belag2    | Sieger Einzel      | Sieger Doppel                  |
| ------ | ----------- | ----------------------------- | --------- | --------- | ------------------ | ------------------------------ |
| 06.05. | Birmingham  | Birmingham Challenger         | $ 050.000 | Sand      | Alex Kim           | Mardy Fish Jeff Morrison       |
| 06.05. | Edinburgh   | Edinburgh Challenger          | $ 025.000 | Sand      | Alexandre Simoni   | Jeff Coetzee Myles Wakefield   |
| 06.05. | Ljubljana   | Ljubljana Open                | $ 025.000 | Sand      | Arnaud Di Pasquale | Mariano Hood Edgardo Massa     |
| 13.05. | Prag        | ECM Prague Open               | $ 050.000 | Sand      | Olivier Patience   | František Čermák Ota Fukárek   |
| 13.05. | Zagreb      | Zagreb Challenger             | $ 050.000 | Sand      | Luis Horna         | Dick Norman Tom Vanhoudt       |
| 13.05. | Valencia    | Open Ciudad de Valencia       | $ 037.500 | Sand      | David Ferrer       | Tim Crichton Todd Perry        |
| 13.05. | Fargʻona    | Fergana Challenger            | $ 025.000 | Hartplatz | Wang Yeu-tzuoo     | Rik De Voest Dirk Stegmann     |
| 13.05. | Rocky Mount | Belmont Farms USTA Challenger | $ 025.000 | Sand      | Robby Ginepri      | Mark Merklein Eric Taino       |
| 20.05. | Budapest    | Budapest Challenger I         | $ 025.000 | Sand      | Mariano Delfino    | Karol Beck Jaroslav Levinský   |
| 27.05. | Turin       | Sporting Challenger           | $ 025.000 | Sand      | Martin Verkerk     | Victor Hănescu Óscar Hernández |

### Juni
| Datum1 | Ort          | Turnier                       | Preisgeld | Belag2        | Sieger Einzel   | Sieger Doppel                             |
| ------ | ------------ | ----------------------------- | --------- | ------------- | --------------- | ----------------------------------------- |
| 03.06. | Prostějov    | Unicredit Czech Open          | $ 100.000 | Sand          | Guillermo Coria | František Čermák Ota Fukárek              |
| 03.06. | Fürth        | Schickedanz Open              | $ 050.000 | Sand          | Luis Horna      | Salvador Navarro Gabriel Trujillo Soler   |
| 03.06. | Surbiton     | Surbiton Trophy               | $ 050.000 | Rasen         | Jeff Morrison   | André Sá Jim Thomas                       |
| 03.06. | Tallahassee  | Tallahassee Tennis Challenger | $ 050.000 | Hartplatz     | Brian Vahaly    | Levar Harper-Griffith Jeff Williams       |
| 10.06. | Biella       | Top Wool Challenger           | $ 100.000 | Sand          | Dominik Hrbatý  | Giorgio Galimberti Dominik Hrbatý         |
| 10.06. | Weiden       | ATU Cup                       | $ 050.000 | Sand          | Luis Horna      | Jens Knippschild Dušan Vemić              |
| 17.06. | Braunschweig | Nord/LB Open                  | $ 125.000 | Sand          | David Sánchez   | Mariano Hood Luis Horna                   |
| 17.06. | Lugano       | Challenger Lugano             | $ 050.000 | Sand          | Guillermo Coria | Emilio Benfele Álvarez Giorgio Galimberti |
| 24.06. | Andorra      | Open Internacional d’Andorra  | $ 025.000 | Hartplatz (i) | Dick Norman     | Wesley Moodie Shaun Rudman                |
| 24.06. | Eisenach     | Wartburg Open                 | $ 025.000 | Sand          | Tomáš Zíb       | Edwin Kempes Martin Verkerk               |
| 24.06. | Sassuolo     | Memorial Savigni              | $ 025.000 | Sand          | David Ferrer    | Leonardo Azzaro Potito Starace            |

### Juli
| Datum1 | Ort              | Turnier                                | Preisgeld | Belag2    | Sieger Einzel        | Sieger Doppel                            |
| ------ | ---------------- | -------------------------------------- | --------- | --------- | -------------------- | ---------------------------------------- |
| 01.07. | Ulm              | Müller Cup                             | $ 050.000 | Sand      | Oliver Gross         | Leoš Friedl David Škoch                  |
| 01.07. | Mantua           | Challenger Canottieri Mincio           | $ 025.000 | Sand      | Mariano Puerta       | Massimo Bertolini Giorgio Galimberti     |
| 01.07. | Montauban        | Open de Montauban                      | $ 025.000 | Sand      | Richard Gasquet      | Oliver Marach Oleg Ogorodov              |
| 08.07. | Bristol          | West of England Tennis                 | $ 050.000 | Rasen     | Karol Beck           | Dejan Petrović Aisam-ul-Haq Qureshi      |
| 08.07. | Granby           | Granby Challenger                      | $ 050.000 | Hartplatz | Peter Luczak         | Noam Behr Michael Joyce                  |
| 08.07. | Scheveningen     | Siemens Open                           | $ 050.000 | Sand      | Raemon Sluiter       | Edwin Kempes Martin Verkerk              |
| 08.07. | Oberstaufen      | Oberstaufen Cup                        | $ 025.000 | Sand      | Nicolas Thomann      | Jaime Fillol Ricardo Schlachter          |
| 15.07. | Aptos            | USTA Seascape Challenger               | $ 050.000 | Hartplatz | Brian Vahaly         | Amir Hadad Martín Vassallo Argüello      |
| 15.07. | Manchester       | Manchester Trophy                      | $ 050.000 | Rasen     | Uladsimir Waltschkou | Karol Beck Aisam-ul-Haq Qureshi          |
| 15.07. | Toljatti         | Togliatti Cup                          | $ 025.000 | Hartplatz | Alexander Peya       | Filipp Muchometow Dmitri Wlassow         |
| 22.07. | Campos do Jordão | Credicard Mastercard Tennis Cup        | $ 075.000 | Hartplatz | Ricardo Mello        | Alejandro Hernández Daniel Melo          |
| 22.07. | Hilversum        | Hilversum Open                         | $ 075.000 | Sand      | Tomáš Zíb            | Stefano Pescosolido Aisam-ul-Haq Qureshi |
| 22.07. | Budaörs          | Stella Artois Clay Court Championships | $ 050.000 | Sand      | Diego Moyano         | Hermes Gamonal Adrián García             |
| 22.07. | Tampere          | Tampere Imageneering Open              | $ 050.000 | Sand      | Jarkko Nieminen      | Doug Bohaboy Nick Rainey                 |
| 29.07. | San Marino       | San Marino CEPU Open                   | $ 100.000 | Sand      | José Acasuso         | Leoš Friedl David Škoch                  |
| 29.07. | Segovia          | Open Castilla y León                   | $ 100.000 | Hartplatz | Olivier Mutis        | Tim Crichton Todd Perry                  |
| 29.07. | Lexington        | Fifth Third Bank Tennis Classic        | $ 050.000 | Hartplatz | Scott Draper         | Jack Brasington Glenn Weiner             |
| 29.07. | Belo Horizonte   | BH Tennis Open International Cup       | $ 025.000 | Hartplatz | Ricardo Mello        | Daniel Melo Marcelo Melo                 |
| 29.07. | St. Petersburg   | St. Petersburg Challenger              | $ 025.000 | Sand      | Sergio Roitman       | František Čermák Jaroslav Levinský       |
| 29.07. | Wrexham          | Wrexham Challenger                     | $ 025.000 | Hartplatz | Lars Burgsmüller     | Stefano Pescosolido Gianluca Pozzi       |

### August
| Datum1 | Ort          | Turnier                                   | Preisgeld | Belag2    | Sieger Einzel          | Sieger Doppel                        |
| ------ | ------------ | ----------------------------------------- | --------- | --------- | ---------------------- | ------------------------------------ |
| 05.08. | Córdoba      | Open Diputación Ciudad de Pozoblanco      | $ 075.000 | Hartplatz | Jean-François Bachelot | Ota Fukárek Paul Rosner              |
| 05.08. | Binghamton   | Binghamton Professional Tennis Tournament | $ 050.000 | Hartplatz | Scott Draper           | Paul Goldstein Scott Humphries       |
| 05.08. | Gramado      | Gramado Open de Tênis                     | $ 025.000 | Hartplatz | Júlio Silva            | Alessandro Guevara Dejan Petrović    |
| 05.08. | Trani        | Trani Cup                                 | $ 025.000 | Sand      | Mariano Delfino        | Mariano Delfino Roberto Álvarez      |
| 12.08. | Bronx        | GHI Bronx Tennis Classic                  | $ 050.000 | Hartplatz | Mardy Fish             | Jamie Delgado Arvind Parmar          |
| 12.08. | Graz         | CA Challenge                              | $ 050.000 | Hartplatz | Olivier Mutis          | Mariusz Fyrstenberg Marcin Matkowski |
| 19.08. | Genf         | Geneva Challenger                         | $ 037.500 | Sand      | Kristof Vliegen        | Victor Hănescu Leonardo Olguín       |
| 19.08. | Manerbio     | Trofeo Dimmidisì                          | $ 025.000 | Sand      | David Ferrer           | Mariusz Fyrstenberg Marcin Matkowski |
| 26.08. | Brindisi     | Trofeo Città di Brindisi                  | $ 025.000 | Sand      | Mariano Puerta         | Mariano Delfino Sergio Roitman       |
| 26.08. | Freudenstadt | Black Forest Open                         | $ 025.000 | Sand      | Dennis van Scheppingen | Diego del Río Leonardo Olguín        |

### September
| Datum1 | Ort           | Turnier                                  | Preisgeld | Belag2        | Sieger Einzel          | Sieger Doppel                      |
| ------ | ------------- | ---------------------------------------- | --------- | ------------- | ---------------------- | ---------------------------------- |
| 02.09. | Kiew          | Kyiv Open                                | $ 050.000 | Sand          | Irakli Labadse         | Federico Browne Fred Hemmes        |
| 02.09. | Aschaffenburg | Rhein-Main Challenger                    | $ 025.000 | Sand          | Olivier Mutis          | Diego del Río Andrés Schneiter     |
| 02.09. | Brașov        | Asirom Brașov Challenger                 | $ 025.000 | Sand          | Rubén Ramírez Hidalgo  | Christopher Kas Herbert Wiltschnig |
| 09.09. | Budapest      | Budapest Challenger II                   | $ 025.000 | Sand          | Dennis van Scheppingen | Paul Baccanello Sergio Roitman     |
| 09.09. | Donezk        | Alexander Kolyaskin Memorial             | $ 025.000 | Sand          | Federico Browne        | Leonardo Azzaro Federico Browne    |
| 09.09. | Sofia         | Bulgarian Challenger                     | $ 025.000 | Sand          | Tomas Behrend          | Christopher Kas Oliver Marach      |
| 16.09. | Stettin       | Pekao Szczecin Open                      | $ 125.000 | Sand          | Nikolai Dawydenko      | José Acasuso Andrés Schneiter      |
| 16.09. | Istanbul      | TED Open                                 | $ 075.000 | Hartplatz     | Petr Luxa              | Aleksandar Kitinov Lovro Zovko     |
| 16.09. | Waco          | Waco International Tennis Challenger     | $ 050.000 | Hartplatz     | Hermes Gamonal         | Huntley Montgomery Ryan Sachire    |
| 16.09. | Banja Luka    | Banja Luka Challenger                    | $ 025.000 | Sand          | Finale nicht gespielt  | Jaroslav Levinský Juri Schtschukin |
| 23.09. | Tulsa         | USTA Challenger of Oklahoma              | $ 050.000 | Hartplatz     | Robert Kendrick        | Scott Humphries Mark Merklein      |
| 23.09. | Maia          | Maia Open                                | $ 025.000 | Sand          | Victor Hănescu         | Sebastián Prieto Sergio Roitman    |
| 23.09. | Samarqand     | Samarkand Challenger                     | $ 025.000 | Sand          | Vasilis Mazarakis      | Federico Browne Rogier Wassen      |
| 30.09. | Fresno        | Herwaldt Motors Mercedes-Benz Challenger | $ 050.000 | Hartplatz     | Scott Draper           | Huntley Montgomery Tripp Phillips  |
| 30.09. | Grenoble      | Open de L’Isère                          | $ 050.000 | Hartplatz (i) | Michaël Llodra         | Todd Larkham Michael Tebbutt       |
| 30.09. | Sevilla       | Copa Sevilla                             | $ 037.500 | Sand          | Olivier Mutis          | Mariano Hood Luis Horna            |
| 30.09. | Buxoro        | Bukhara Challenger                       | $ 025.000 | Hartplatz     | John van Lottum        | Yves Allegro Marco Chiudinelli     |

### Oktober
| Datum1 | Ort         | Turnier                         | Preisgeld | Belag2      | Sieger Einzel         | Sieger Doppel                       |
| ------ | ----------- | ------------------------------- | --------- | ----------- | --------------------- | ----------------------------------- |
| 07.10. | Barcelona   | Trofeo Cuitat de Barcelona      | $ 050.000 | Sand        | Rubén Ramírez Hidalgo | Emilio Benfele Álvarez Mariano Hood |
| 07.10. | Quito       | Trofeo Ciudad de Quito          | $ 025.000 | Sand        | Dick Norman           | Hugo Armando Kepler Orellana        |
| 14.10. | Kairo       | Cairo Challenger                | $ 050.000 | Sand        | Stefano Galvani       | Karsten Braasch Tomas Behrend       |
| 14.10. | Burbank     | USTA Challenger of Burbank      | $ 025.000 | Hartplatz   | Robby Ginepri         | Björn Rehnquist Louis Vosloo        |
| 21.10. | Seoul       | Samsung Securities Cup          | $ 025.000 | Hartplatz   | Werner Eschauer       | Jaymon Crabb Mark Nielsen           |
| 21.10. | San Antonio | USTA Challenger of San Antonio  | $ 050.000 | Hartplatz   | Mardy Fish            | Diego Ayala Robert Kendrick         |
| 28.10. | São Paulo   | Visa Tennis Open                | $ 075.000 | Sand        | Franco Squillari      | Mariano Hood Sebastián Prieto       |
| 28.10. | Aachen      | Lambertz Open by STAWAG         | $ 050.000 | Teppich (i) | Uladsimir Waltschkou  | Jim Thomas Tom Vanhoudt             |
| 28.10. | Tyler       | Azalea Orthopedic Challenger    | $ 050.000 | Hartplatz   | Paul Goldstein        | Peter Luczak Dmitri Tursunow        |
| 28.10. | Nottingham  | Nottingham Challenger           | $ 025.000 | Sand        | Gilles Elseneer       | Ashley Fisher Stephen Huss          |
| 28.10. | La Réunion  | Open de la Ville de Saint Denis | $ 025.000 | Hartplatz   | Federico Browne       | Federico Browne Jonathan Erlich     |

### November
| Datum1 | Ort        | Turnier                                                    | Preisgeld | Belag2        | Sieger Einzel    | Sieger Doppel                             |
| ------ | ---------- | ---------------------------------------------------------- | --------- | ------------- | ---------------- | ----------------------------------------- |
| 04.11. | Bratislava | Tatra Banka Open                                           | $ 100.000 | Teppich (i)   | Antony Dupuis    | Scott Humphries Mark Merklein             |
| 04.11. | Eckental   | Okal Cup                                                   | $ 025.000 | Teppich (i)   | Lars Burgsmüller | Yves Allegro Lovro Zovko                  |
| 11.11. | Helsinki   | IPP Open                                                   | $ 050.000 | Hartplatz (i) | Jarkko Nieminen  | Mario Ančić Lovro Zovko                   |
| 11.11. | Knoxville  | University of Tennessee USTA Challenger                    | $ 050.000 | Hartplatz (i) | Martin Verkerk   | Dmitri Tursunow Martin Verkerk            |
| 18.11. | Champaign  | Wright Financial Group/Northwestern Mutual USTA Challenger | $ 050.000 | Hartplatz (i) | Robby Ginepri    | Gabriel Trifu Glenn Weiner                |
| 18.11. | Prag       | Naride Prague Indoor                                       | $ 025.000 | Teppich (i)   | Mario Ančić      | Karol Beck Jaroslav Levinský              |
| 18.11. | Puebla     | Challenger Britania Zavaleta                               | $ 025.000 | Hartplatz (i) | Alex Bogomolow   | Miguel Gallardo Valles Alejandro González |
| 25.11. | Mailand    | Milan Challenger                                           | $ 050.000 | Teppich (i)   | Mario Ančić      | Massimo Bertolini Giorgio Galimberti      |
| 25.11. | Yokohama   | Yokohama World Tennis Gaora Cup                            | $ 025.000 | Teppich       | Lee Hyung-taik   | Lu Yen-hsun Danai Udomchoke               |

### Dezember
| Datum1 | Ort     | Turnier            | Preisgeld | Belag2    | Sieger Einzel   | Sieger Doppel              |
| ------ | ------- | ------------------ | --------- | --------- | --------------- | -------------------------- |
| 02.12. | Bangkok | Bangkok Challenger | $ 025.000 | Hartplatz | John van Lottum | Anthony Ross Grant Silcock |

- 1 Turnierbeginn (ohne Qualifikation)
- 2 Das Kürzel „(i)“ (= indoor) bedeutet, dass das betreffende Turnier in einer Halle ausgetragen wurde.